# Кустов Сергій Павлович
Сергі́й Па́влович Кусто́в (12 жовтня 1946, м. Гадяч, Полтавська обл. — 3 грудня 2023, м. Нікополь) — радянський і український актор театру і кіно, актор Першого українського театру для дітей та юнацтва, Народний артист України.

## Життєпис
Закінчив Київський національний університет театру, кіно і телебачення ім. І. Карпенка-Карого. З 1968 року — актор Львівського театру юного глядача ім. М. Горького (нині — Перший український театр для дітей та юнацтва) у Львові.
У кіно знімався з 1965 року. Першою акторською роботою стала роль Ілька у фільмі Івана Миколайчука «Бур'ян». Зйомки фільму проходили з 1965 по 1966 рік у м. Батурині Чернігівської області, в тому числі на руїнах колишнього палацу Разумовських. З фільмів, у яких знявся актор, найвідомішим широкому колу глядачів став телевізійний музичний серіал «д'Артаньян і три мушкетери» (1979 р.) де він зіграв одного з королівських мушкетерів роти де Тревіля.
Помер 3 грудня 2023 року. Вечор пам'яті «Веселка моєї долі» пройшов у Першому театрі (Львів).

## Фільмографія
- 1967 — «Бур'ян» — Ілько
- 1976 — «Місто з ранку до опівночі» («Город с утра до полуночи») — Батько Сергійка
- 1979 — «Д'Артаньян та три мушкетери» (телевізійний серіал) — командир мушкетерської варти на балу в ратуші
- 1982 — «Хай він виступить» («Пусть он выступит») — Фелікс Доблмен, секретар Ентоні Старкуетера
- 1987 — «Державний кордон» (телевізійний серіал). Фільм 6 «За порогом перемоги» — бандит, що розкаявся
- 1993 — «Злочин з багатьма невідомими» (телевізійний серіал) — доктор Роїнський, адвокат
- 2009 — «Повернення мушкетерів або скарби кардинала Мазаріні» — кухар (епізод — бійка в трактирі)
- 2012 — «Анна Герман. Таємниця білого ангела» (телевізійний серіал) — Яневський, міністр культури Польщі
- 2013 — «Шулер» (телевізійний серіал) — пасажир поїзду Москва — Одеса

## Ролі в театрі
Найвизначніші ролі, виконані Сергієм Кустовим:
- «Лісова пісня» за драмю Лесі Українки — Лукаш
- Робін Гуд [джерело?]
- «Мати» за Максима Горького — Павло Власов
- «За двома зайцями» — Голохвастов
- Ленін [джерело?]
- Гамлет [джерело?]